# 印度国防参谋长
印度国防参谋长（Chief of Defense Staff），是印度武装部队的總參謀長及最高軍職，為參謀長委員會的主席。

## 设立
在印度独立73周年庆祝活动上，印度总理莫迪对外公布称将设立国防参谋长以提高印军的作战效率。印度国防参谋长将成为印度国防部长与陆海空三军相关事务的首席军事顾问，印度设立国防参谋长的目的是为了提高印度各军种的联合作战能力，印度国防参谋长将负责协调印度各军种间的矛盾，印度国防参谋长将会是印度总理莫迪最重要的军事顾问。首任印度国防参谋长为比平·拉瓦特陸軍上將，是印军最高级别军官。

## 事故
2021年12月8日， 印度首任国防参谋长比平·拉瓦特乘坐的米-17直升机在印度南部泰米尔纳德邦坠毁，同机共有14人，包括拉瓦特的妻子。 事故當場造成13人丧生，比平·拉瓦特隨即入院接受治疗。同日稍晚印度空军证实，比平·拉瓦特和随行的妻子以及另外11人均在事故中丧生。